# Oude Synagoge (Libeň)
De Oude Synagoge (Tsjechisch: Stará synagoga) was een synagoge in de Tsjechische hoofdstad Praag. De synagoge was gelegen in de wijk Libeň. Het gebedshuis werd gebouwd in 1592 en herbouwd in 1770. In 1862 eeuw werd de synagoge vernietigd door een overstroming.
In de wijk Libeň was eerder al een tweede synagoge gebouwd, de Nieuwe Synagoge.